# Ancyra nigrifrons
Ancyra nigrifrons är en insektsart som beskrevs av Schmidt 1908. Ancyra nigrifrons ingår i släktet Ancyra och familjen Eurybrachidae. Inga underarter finns listade i Catalogue of Life.